# Moriyuki Kato
Moriyuki Kato (jap. 加戸守行 Kato Moriyuki; ur. 1934, zm. 21 marca 2020) – gubernator prefektury Ehime w Japonii od 1999. Urodził się w Dalian w 1934, kiedy to miasto należało do Japonii. Potem zamieszkał w
Yawatahama. Skończył studia na Uniwersytecie Tokijskim (jap. 東京大学 Tōkyō daigaku). W 1957 wstąpił do Ministerstwa Edukacji Narodowej.